# 법정 통화
법정 통화(法定通貨, legal tender)는 법원이 어떤 금전적 채무에 대한 만족스러운 지급으로 인정하도록 요구하는 돈의 한 형태다. 줄여서 법화라고도 한다.

## 같이 보기
- 통화
- 그레셤의 법칙
- 화폐주조세